# Râul Cernișoru
Râul Cernișoru este un curs de apă, afluent al Mamu. 